# 410-talet f.Kr.

## Händelser
- År 421 f.Kr. har man tillfälligt lyckats göra slut på det peloponnesiska kriget, genom att sluta Nikiasfreden, men denna håller inte länge. Redan 419 f.Kr. samlar spartanerna ihop en armé och anfaller Argos (som är allierat med Aten). Året därpå möts de båda sidorna i slaget vid Mantineia, som blir krigets största slag, då det finns upp till 10.000 man på varje sida, och Sparta segrar. Därför byter Argos sida till Sparta, medan den atenske ledaren Alkibiades börjar få planer på att erövra Syrakusa och Karthago, för att på så sätt få tillgång till fler krigsstyrkor. Dessutom utbryter en maktkamp i Aten, där Alkibiades och Nikias lyckas få Hyperbolos förvisad. År 416 f.Kr., sedan Aten har erövrat ön Melos, tar sedan deras Sicilienplaner mer konkret form, då de får en vädjan om hjälp från staden Segesta, för att besegra staden Selinus, som står på Spartas sida.
- År 415 f.Kr. vanhelgas och lemlästas de heliga Hermaebysterna i Aten. Flera atenska politiker misstänks ligga bakom handlingen och strax efter att den atenska armadan har avrest till Sicilien återkallas Alkibiades för att ställas inför rätta. För att slippa röna samma öde som Andokides, som också har fängslats, anklagad för delaktighet, och klarat livhanken genom att bli angivare, hoppar Alkibiades av till Sparta och börjar genast motarbeta Aten, genom att skicka spartanska förstärkningar till Syrakusa. Året därpå skickar även atenarna förstärkningar till Sicilien och gör ett misslyckat försök att erövra Syrakusa. Efter detta föreslår generalen Demosthenes att man skall återvända till Aten, för att hjälpa till med försvaret där. Nikias vägrar dock detta, vilket visar sig vara ett missgrepp, då atenarna strax därefter lider nederlag vid Syrakusa och både Demosthenes och Nikias blir infångade och avrättade, medan många atenska soldater skickas att slava i de sicilianska stenbrotten.
- År 413 f.Kr. dör Makedoniens regent Perdikkas II, varefter hans släkting Archelaios I gör sig till kung, genom att mörda diverse personer, som står mellan honom och tronen.
- År 412 f.Kr. börjar Persiska rikets kung Dareios II se sig om efter en möjlighet att återta makten över de landområden, som perserna förlorade under de grekisk-persiska krigen under första halvan av 400-talet f.Kr. Spartanerna undertecknar ett avtal med dem, varvid de får fullständig frihet i Mindre Asien mot att de betalar för sjömän till den peloponnesiska flottan. Den avsatte Alkibiades försöker dock få avtalet upprivet, samtidigt som han konspirerar mot Aten, som i sin tur bestämmer sig för att använda sina sista ekonomiska resurser till att bygga upp en ny flotta.
- År 411 f.Kr. blir ett turbulent år i Aten, då först demokratin störtas och det oligarkiska "De fyrahundras råd", med Antifonte, Theramenes, Peisander och Frynichos i spetsen, tar över makten. Detta blir dock inte långvarigt, då Frynichos snart blir mördad och oligarkerna avsätts. Den gamla ordningen återställs nästan, även om medborgarskapets privilegier beskärs något. Styret övertas nämligen av "De femtusen". Året därpå avsätts dock även detta och styret återgår till de förhållanden, som rådde innan deomkratin störtades. Antifonte håller ett skickligt försvarstal för sig själv, men han blir ändå avrättad för sina handlingar.
- Atenarna återkallar 411 f.Kr. den landsförvisade Alkibiades och gör honom åter till befälhavare för flottan. Denna besegrar strax därefter den spartanska i Hellesponten och året därefter ännu en gång, så att man får kontrollen över den livsviktiga sädeshandeln från Svarta havet.

## Födda
- 418 f.Kr. – Ifikrates, atensk general.
- 412 f.Kr. – Diogenes, grekisk filosof.

## Avlidna
- 413 f.Kr.
  - Demosthenes, atensk general.
  - Nikias, atensk soldat och statsman.
  - Perdikkas II, kung av Makedonien.